# 骨舌鱼科
骨舌鱼科（学名：Osteoglossidae），是一种下颌具鬚，体侧扁，腹部有棱突的古老淡水鱼种群，属于骨舌鱼目，广泛分布在南美洲，澳洲以及东南亚的热带和亚热带地区。因为其体形长而有鬚，酷似中国神话中的龙，故俗称龙鱼，在东南亚地区是非常受欢迎的一种观赏鱼。

## 特性
龙鱼性格凶猛，以小鱼、青蛙、昆虫为食，生性好躍，生活水温要高，尤其繁殖期间，需保持27-28℃，亲鱼将卵含在口中孵化。龙鱼大约包括以下几种：

## 分類
骨舌鱼科下分2個屬，如下：

### †Macroprosopon屬
- † Macroprosopon hiltoni Capobianco, Zouhri & Friedman, 2024[3]

### 骨舌魚屬（Osteoglossum）
- 雙鬚骨舌魚 Osteoglossum bicirrhosum ：又稱銀龍魚。
- 費氏骨舌魚 Osteoglossum ferreirai ：又名黑龙鱼，和银龙鱼基本相似，是产于南美洲，但幼鱼是黑色，有白色条纹，当长大后，颜色逐渐脱落，变得和银龙鱼相似。

### 硬骨舌魚屬（Scleropages）
- 美麗硬骨舌魚 Scleropages formosus (Müller & Schlegel, 1840)[4]：又稱金龍魚、亚洲龙鱼，原产于东南亚，浑身金色，没有银龙鱼长，也是五层鳞片，类似于金条，大受华人商业家的欢迎，主要取其吉利。此外金龙鱼有几个不同颜色的变种-“红龙鱼”、“绿龙鱼”、“黄尾龙鱼”等，金龙鱼系列已接近灭绝，是受保护品种。
- 馬來硬骨舌魚 Scleropages inscriptus Roberts, 2012：又名圖騰龙鱼。
- 喬氏硬骨舌魚 Scleropages jardinii (Saville-Kent, 1892)：又名珍珠龙鱼，分佈於澳大利亞北部和新幾內亞，和银龙鱼不同的是有七行鳞片，鳞片的边和里面颜色不同，如同身上有一个个小珍珠闪亮。
- 利氏硬骨舌魚 Scleropages leichhardti Günther, 1864：又名星點珍珠龙鱼，基本和珍珠龙鱼相似，但鳞片上有圆的红色斑点，也是产于澳大利亚。
- 三水金龙鱼 Scleropages sanshuiensis [5]
- †中华金龙鱼 Scleropages sinensis Zhang & Wilson, 2017[6]